# Departement van Gezondheid (Filipijnen)
Het Departement van Gezondheid, lokale namen: Department of Health, (DOH) of Kagawaran ng Pananalapi, is in de Filipijnen het ministerie dat verantwoordelijk is voor toegankelijkheid van gezondheidsvoorzieningen in de Filipijnen en de regulering daaromtrent.

## Lijst van ministers van gezondheid
Onderstaande lijst toont alle ministers van Gezondheid uit de geschiedenis van de Filipijnen. In de loop der tijd is de organisatie van het ministerie enkele malen veranderd. In de tabel worden de Engelstalige benamingen voor de minister weergegeven.
| Naam                                                        | Start termijn | Einde termijn | President               |
| ----------------------------------------------------------- | ------------- | ------------- | ----------------------- |
| Secretary of Public Instruction, Health, and Public Welfare |               |               |                         |
| Sergio Osmeña                                               | 1941          | 1944          | Manuel Quezon           |
| Secretary of Health and Public Welfare                      |               |               |                         |
| Basilio Valdes                                              | 1945          | 1945          | Sergio Osmeña           |
| Jose Locsin                                                 | 1945          | 1946          | Sergio Osmeña           |
| Antonio Villarama                                           | 1946          | 1953          | Manuel Roxas            |
| Antonio Villarama                                           | 1946          | 1953          | Elpidio Quirino         |
| Secretary of Health                                         |               |               |                         |
| Alfredo Bengzon                                             | 1987          | 1991          | Corazon Aquino          |
| Antonio Periquet                                            | 1991          | 1992          | Corazon Aquino          |
| Juan Flavier                                                | 1992          | 1995          | Fidel Ramos             |
| Jaime Galvez-Tan                                            | 1995          | 1995          | Fidel Ramos             |
| Hilarion Ramiro jr.                                         | 1995          | 1996          | Fidel Ramos             |
| Carmencita Reodica                                          | 1996          | 1998          | Fidel Ramos             |
| Felipe Estrella                                             | 1998          | 1998          | Joseph Estrada          |
| Alberto Romualdez jr.                                       | 1998          | 2001          | Joseph Estrada          |
| Manuel Dayrit                                               | 2001          | 2005          | Gloria Macapagal Arroyo |
| Francisco Duque III                                         | 2005          | 2009          | Gloria Macapagal Arroyo |
| Esperanza Cabral                                            | 2009          | 30 juni 2010  | Gloria Macapagal Arroyo |
| Enrique Ona                                                 | 30 juni 2010  | 2014          | Benigno Aquino III      |
| Janette Garin                                               | 2015          | heden         | Benigno Aquino III      |